# Ороју (Муреш)
Ороју (рум. Oroiu) насеље је у Румунији у округу Муреш у општини Банд. Oпштина се налази на надморској висини од 350 m.

## Становништво
Према подацима из 2002. године у насељу је живело 343 становника, од којих су сви румунске националности.